# Piedimonte Matese
Piedimonte Matese là một đô thị ở tỉnh Caserta trong vùng Campania của Ý, có vị trí cách khoảng 60 km về phía bắc của Napoli và khoảng 30 km về phía bắc của Caserta. Tại thời điểm ngày 31 tháng 12 năm 2004, đô thị này có dân số 11.702 người và diện tích là 41,3 km².
Đô thị Piedimonte Matese có các frazione (đơn vị cấp dưới) Sepicciano.
Piedimonte Matese giáp các đô thị: Alife, Campochiaro, Castello del Matese, Cusano Mutri, Guardiaregia, San Gregorio Matese, San Potito Sannitico, Sant'Angelo d'Alife.
http://pm2010.altervista.org
http://digilander.libero.it/mgiugliano/